# Гвоздени мост у Трстенику
Гвоздени мост у Трстенику, спаја обале Западне Мораве и један је од заштитних знакова града. Данашњи мост је постављен на месту старог моста, срушеног током НАТО бомбардовања Србије 1999. године.
Стари челични друмски мост изграђен је 1899. године. Изградила га је бечка фирма „IG. GRIDL–WIEN”, средствима Краљевине Србије и народним кулуком. У то време био је једини стални прелаз преко реке на релацији од Сталаћа до Краљева. Током Првог светског рата, био је порушен и то, минирањем од стране српске војске, октобра 1915. године. Поправљан је од 1922. до 1924. године, делом ратне одштете, а детаљно и генерално је реконструисан 1987. године. 
Основне техничке карактеристике старог челичног моста су биле:
- Састојао се од две посебне решеткасте конструкције, имао је један носећи стуб у води (ТУМБАС-који је једини одолео свим НАТО ракетама).
- Укупна дужина моста је била: (2х61,18m) 122,36m; ширина је била 4,40.
- Имао је две пешачке стазе ван коловоза ширине 1,50m.
- У мост је било уграђено око 200 тона челика. Потпуно је уништен и разорен током NATO агресије, 30. априла, 1999. године у 14:10 сати и 1. маја, у 13:50 сати, у години када је требало, септембра месеца, да прослави сто година постојања. Петак, 30. април, 1999. године у 14 сати и 10 минута, прва ракета је погодила ослонац десног крила моста на његовом „тумбасу”. Сам чин рушења моста је снимила камера РТВ-Трстеник.

## Напомена
1. ↑  Подаци преузети са леве металне плоче, која се данас налази на новом челичном мосту.